# Sea of Tranquility
Sea of Tranquility – debiutancki album studyjny Madisa, wydany 27 marca 2020 roku. Promował go singiel "Carrying The Fire”, wydany 20 lipca 2019, dla którego inspiracją była książka o tym samym tytule autorstwa Mike’a Collinsa, astronauty misji Apollo 11, który został na orbicie, podczas gdy jego koledzy stawiali pierwsze kroki na Księżycu. W klipie do "Carrying The Fire" wykorzystana została harfa laserowa. Album został wydany na fizycznych nośnikach CD i winylu oraz w wersji cyfrowej w jakości 24bit/96kHz.
Inspirowany Srebrnym Globem, konkretniej zaś  podróżą do niego w ramach misji Apollo 11. Siedem utworów nagranych w sekwencji ciągłej składa się na elektroniczną opowieść o podróżach człowieka na Księżyc, zabierając słuchacza w nowoczesne przestrzenie dźwiękowe oraz melodyczne sekwencje. Stanowi również drugą część trylogii, traktującej szerzej o podboju Kosmosu. Księżyc, jako pierwszy obiekt pozaziemski odwiedzony przez człowieka, stanowi jednocześnie bazę i przystanek do dalszej podróży w kierunku Marsa. Ostatni utwór, o tytule „Druga Strona”, nawiązuje do widoku Księżyca od niewidocznej z Ziemii strony, który można podziwiać podczas podróży na Marsa.
Album Sea of Tranquility doczekał się również wersji ambientowej, wydanej 1 maja 2020 roku i zawierającej tylko tytułową trylogię w nowych wersjach.

## Lista utworów
1. "Sea of Tranquility Part 1" – 8:27
2. "Sea of Tranquility Part 2" – 5:07
3. "Sea of Tranquility Part 3" – 5:45
4. "Carrying The Fire" – 7:55
5. "Moondust Part 1" – 3:23
6. "Moondust Part 2" – 5:29
7. "Otherside" – 2:30